# Long Tall Sally (álbum)
Long Tall Sally fue el último álbum de estudio de la banda de rock The Beatles, lanzado exclusivamente en Canadá, en formato de Sonido monoaural el 11 de mayo de 1964 por Capitol Records (número de catálogo T6063). Después del lanzamiento de este álbum, los discos de The Beatles en Canadá fueron los mismos que los publicados en Estados Unidos, comenzando por la versión de United Artists del álbum A Hard Day's Night, y el de Capitol, Something New.
Este álbum tomó su nombre -y dos canciones- del EP británico Long Tall Sally. Cuatro de las pistas ya habían sido lanzadas en el álbum canadiense de Beatlemania! With the Beatles.
El diseño de la portada era casi idéntico a la versión estadounidense de The Beatles' Second Album.

## Lista de canciones
Todas las canciones escritas y compuestas por Lennon—McCartney, excepto donde está indicado. 
| Cara 1 |                                             |                     |          |  |
| N.º    | Título                                      | Vocalista principal | Duración |  |
| 1.     | «I Want to Hold Your Hand»                  | Lennon y McCartney  | 2:23     |  |
| 2.     | «I Saw Her Standing There»                  | McCartney           | 2:50     |  |
| 3.     | «You Really Got a Hold on Me» (W. Robinson) | Lennon y Harrison   | 2:58     |  |
| 4.     | «Devil in Her Heart» (Drapkin)              | Harrison            | 2:25     |  |
| 5.     | «Roll Over Beethoven» (Chuck Berry)         | Harrison            | 2:42     |  |
| 6.     | «Misery»                                    | Lennon y McCartney  | 1:45     |  |
| 15:03  |                                             |                     |          |  |

| Cara 2 |                                   |                     |          |  |
| N.º    | Título                            | Vocalista principal | Duración |  |
| 1.     | «Long Tall Sally» (E. Johnson)    | McCartney           | 2:00     |  |
| 2.     | «I Call Your Name»                | Lennon              | 2:07     |  |
| 3.     | «Please Mister Postman» (Holland) | Lennon              | 2:30     |  |
| 4.     | «This Boy»                        | Lennon              | 2:10     |  |
| 5.     | «I'll Get You»                    | Lennon              | 2:03     |  |
| 6.     | «You Can't Do That»               | Lennon              | 2:35     |  |
| 13:25  |                                   |                     |          |  |

Nota: Para la canción «Misery», que en el álbum original británico Please Please Me aparecía acreditada en el orden de los autores de McCartney—Lennon, la firma se hizo constar esta vez con el orden de Lennon—McCartney, aunque no ocurría igual con la otra canción de misma procedencia, «I Saw Her Standing There». «Long Tall Sally» estaba acreditada solamente a Enotris Johnson en este LP, aunque lo mismo ocurría en la edición original del EP de mismo nombre publicado por los Beatles en el Reino Unido; no así en el álbum estadounidense The Beatles' Second Album, en la cual aparecía firmada por Enotris Johnson, Richard Penniman (nombre real del cantante Little Richard) y Robert Blackwell. El tema «Please Mister Postman» estaba acreditado solo a Brian Holland en la edición original de The Beatles' Long Tall Sally, aún habiéndose acreditado a Dobbins-Garrett-Brianbert (Brianbert = Brian Holland y Robert Bateman) la canción original interpretada por las Marvelettes en 1961. Con la reedición de la discografía original británica de los Beatles en CD en 1987, esta canción fue acreditada de forma definitiva a Georgia Dobbins, William Garrett, Freddie Gorman, Brian Holland y Robert Bateman en los créditos del álbum With the Beatles.